# Kościół Saint-Eustache w Saint-Haon-le-Châtel
Kościół Saint-Eustache w Saint-Haon-le-Châtel – wzniesiony w XII wieku. Od 1958 roku posiada status monument historique, w kategorii classé MH (zabytek o znaczeniu krajowym).  

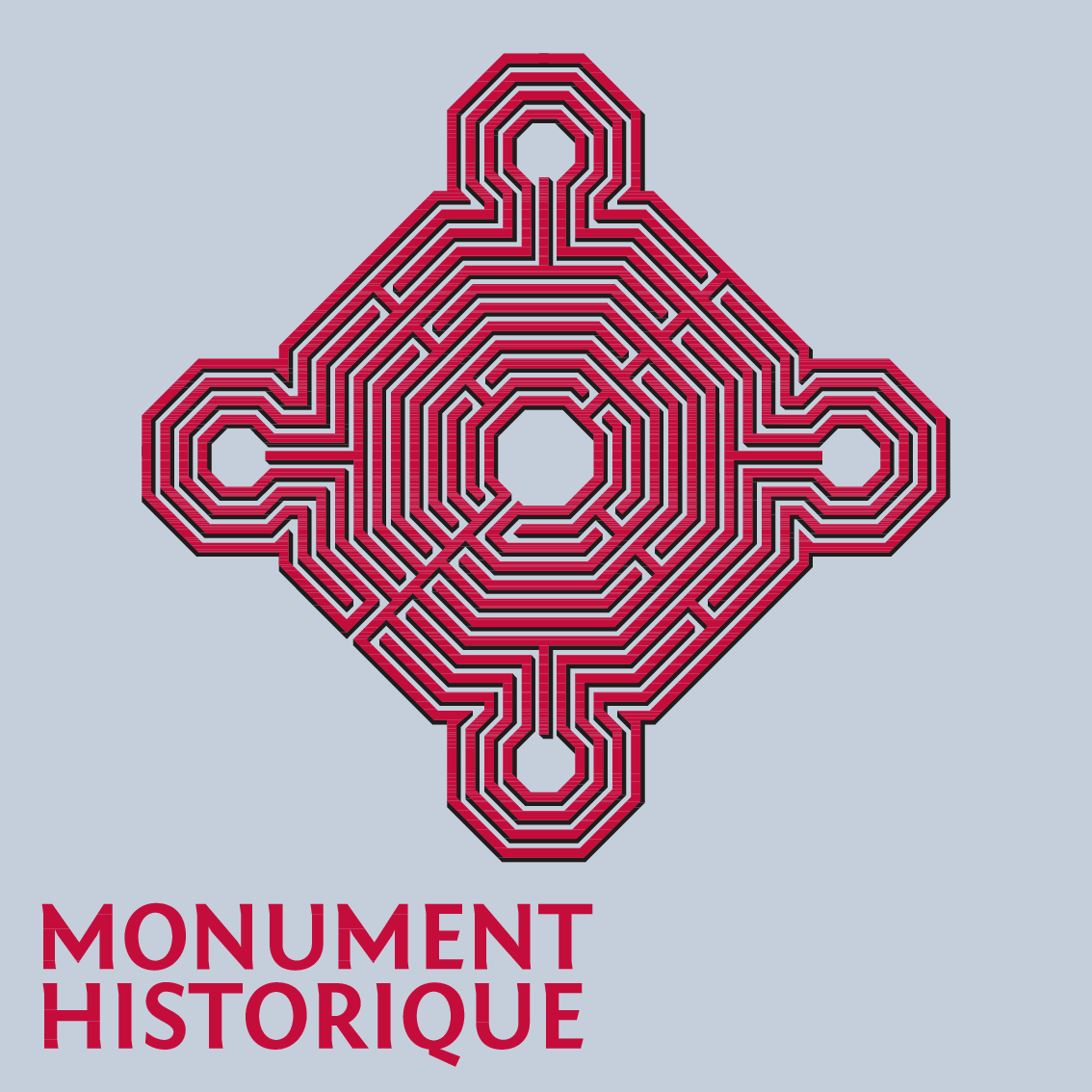
Logo monument historique - 2017

## Lokalizacja
Kościół jest zlokalizowany na terenie miejscowości Saint-Haon-le-Châtel, przy 45 Chemin du Puits de la Garde, w departamencie Loara, w regionie Auvergne-Rhône-Alpes. 

## Opis
Wzniesiony w XII wieku, zachował romański styl. Na pierwszym przęśle nawy wzniesiono dzwonnicę. Prezbiterium jest bardzo duże. W XV wieku dobudowano po stronie północnej kaplice. W XVII lub na początku XVIII wieku do elewacji zachodniej dobudowano ganek, z wejściem od południa i przejściem na cmentarz przez drzwi, nad którymi widnieje napis: „Przez które ty przechodzisz, ja przeszedłem. Przez które ja «przejdę i ty przejdziesz» Podobnie jak ty w świecie, w którym byłem. Podobnie jak ja, będziesz martwy”. 
Nawa jest ciemna z powodu braku bezpośredniego światła.
Wzniesiona w 1722 r. belka chwały ozdobiona liśćmi akantu podtrzymuje wielkiego Chrystusa przy wejściu do prezbiterium.
Na terenie przykościelnym zlokalizowany jest cmentarz. 
Kościół został odnowiony w 2018 roku

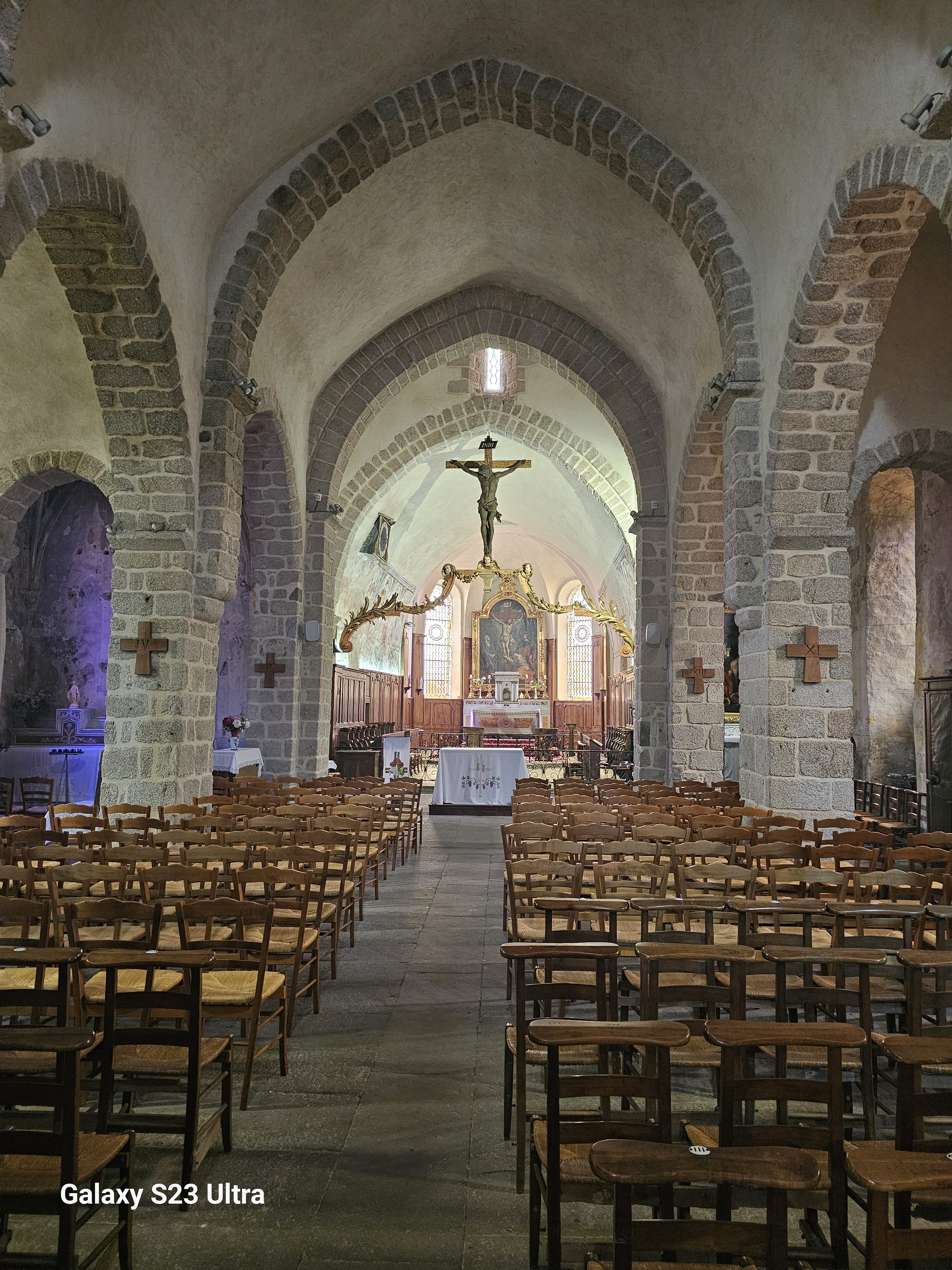
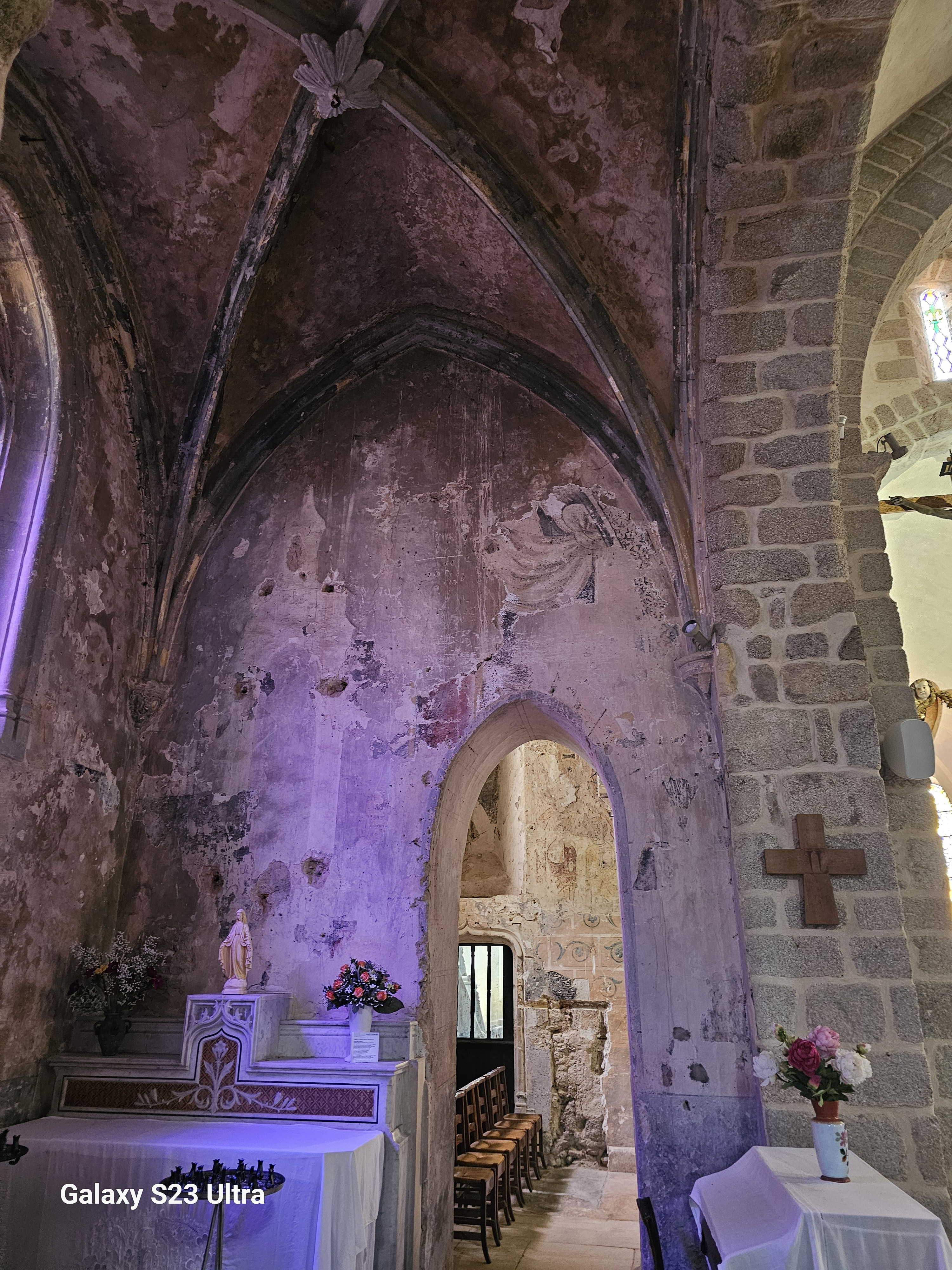
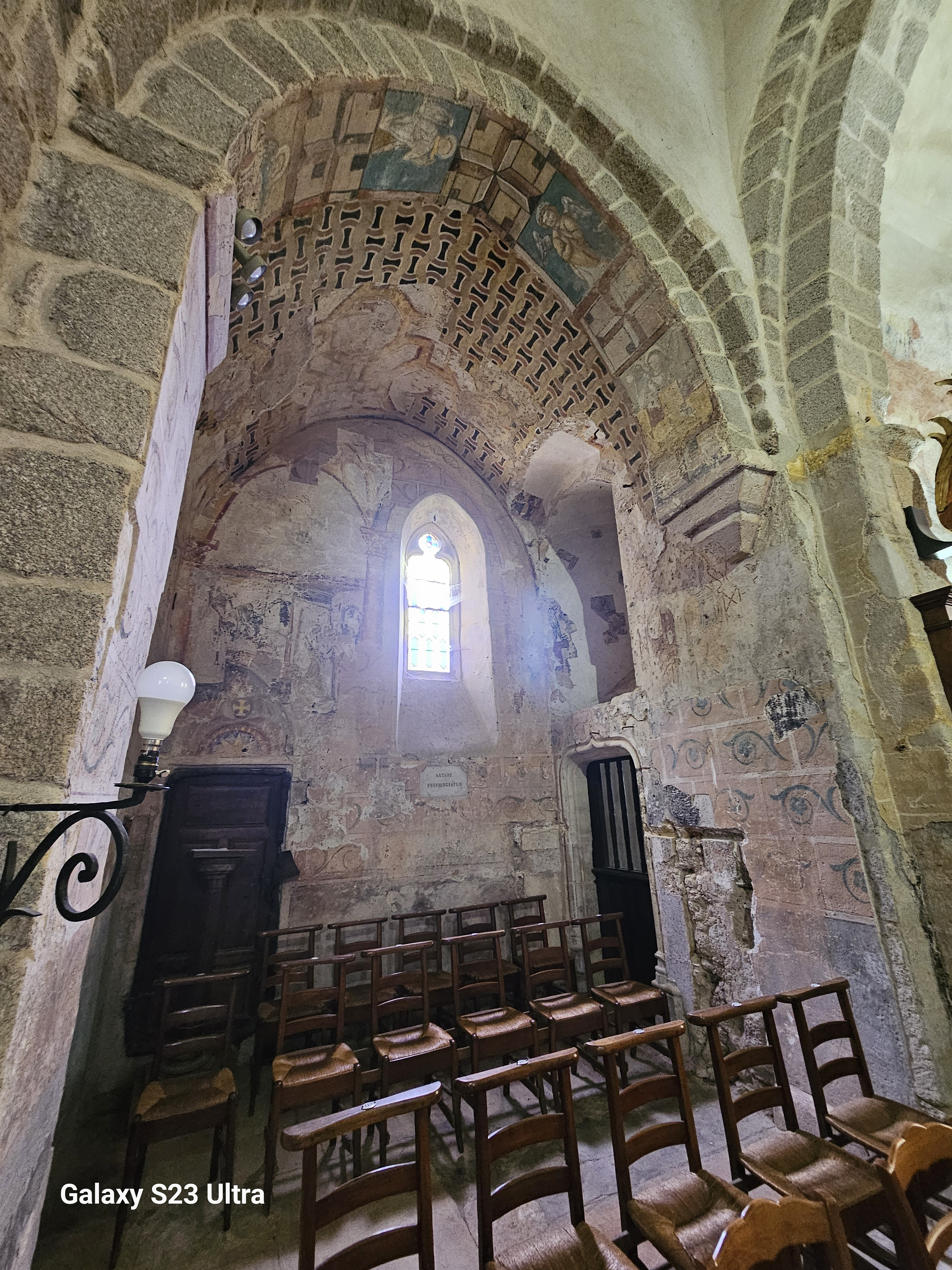
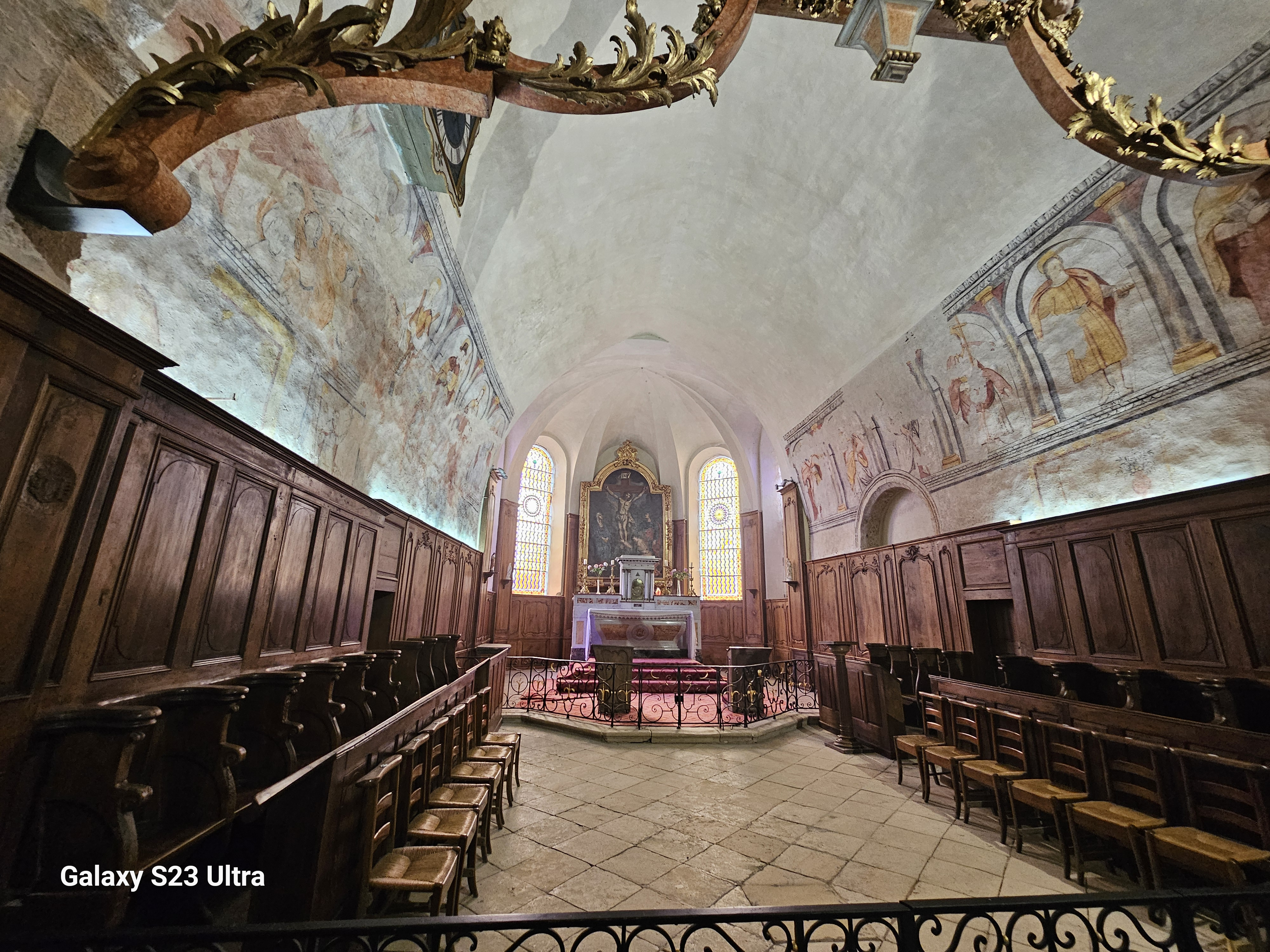
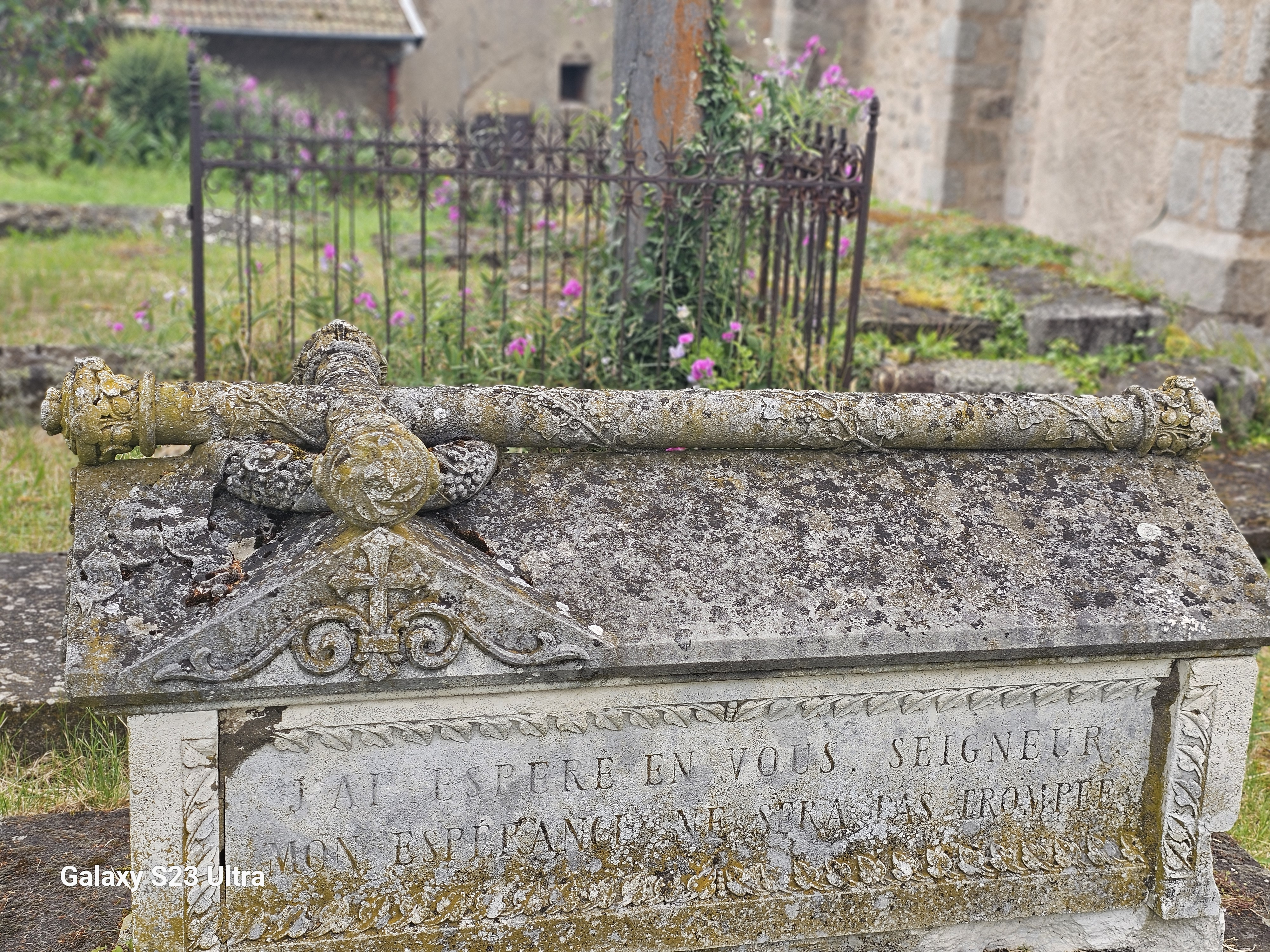
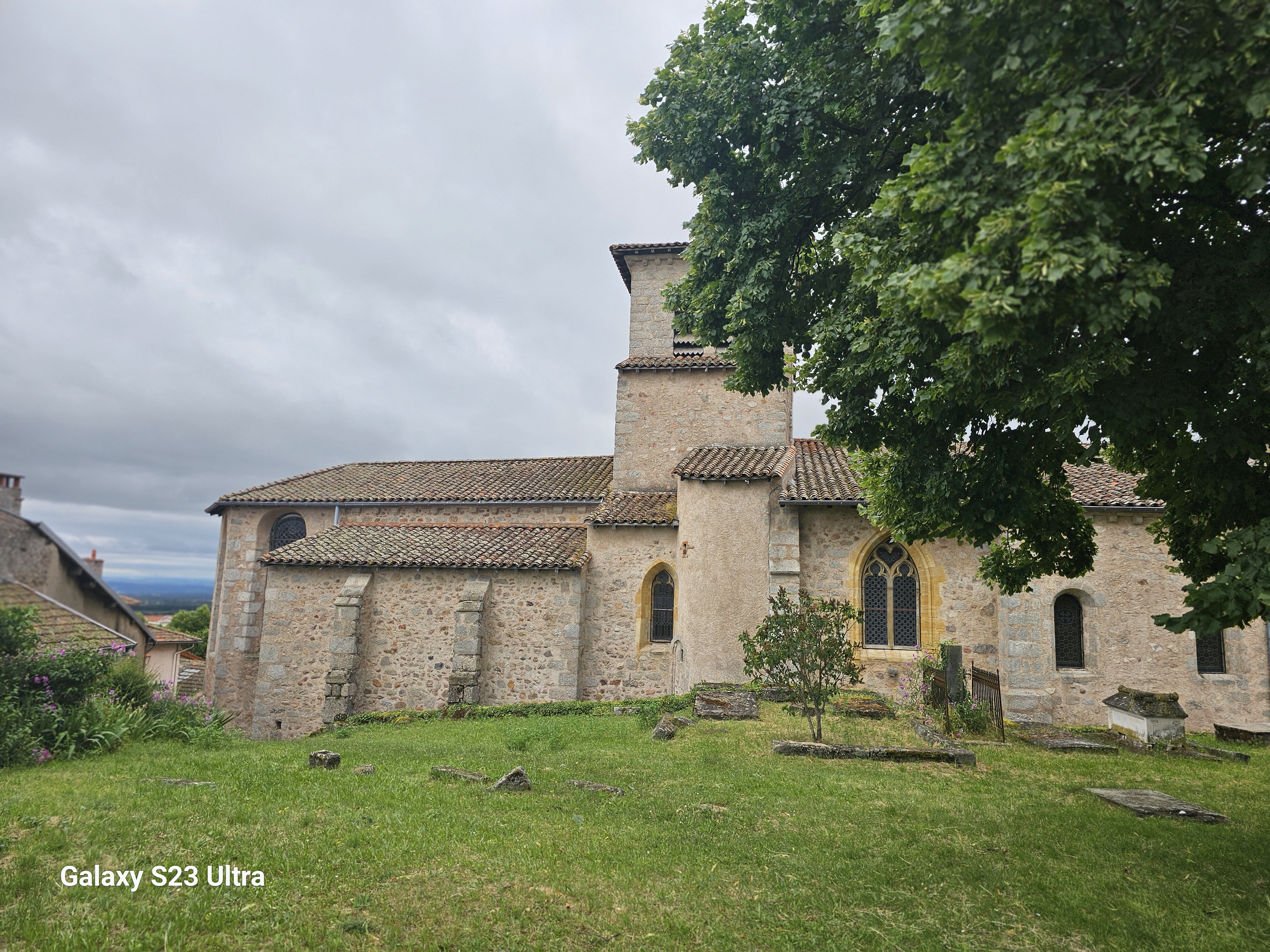
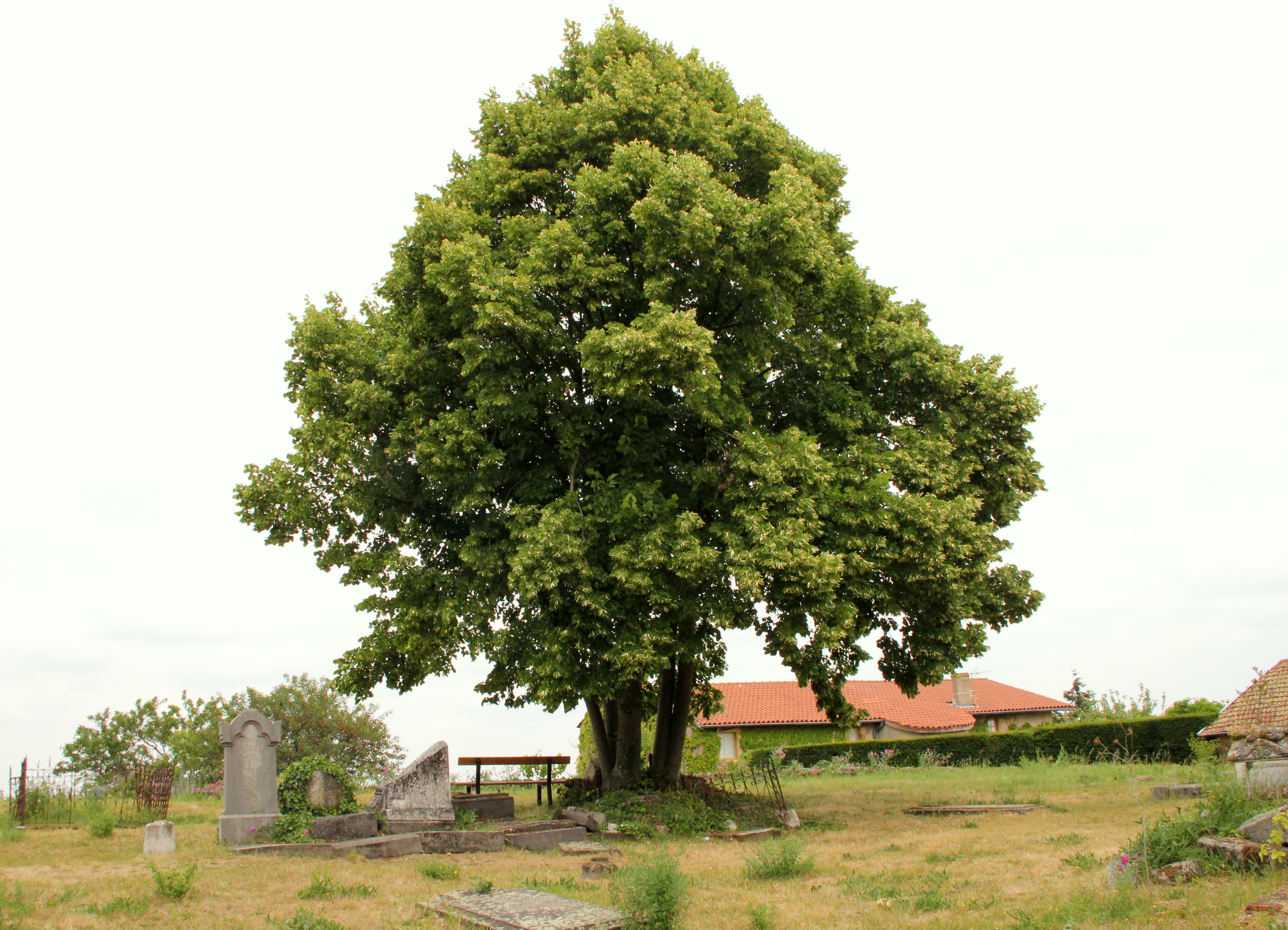
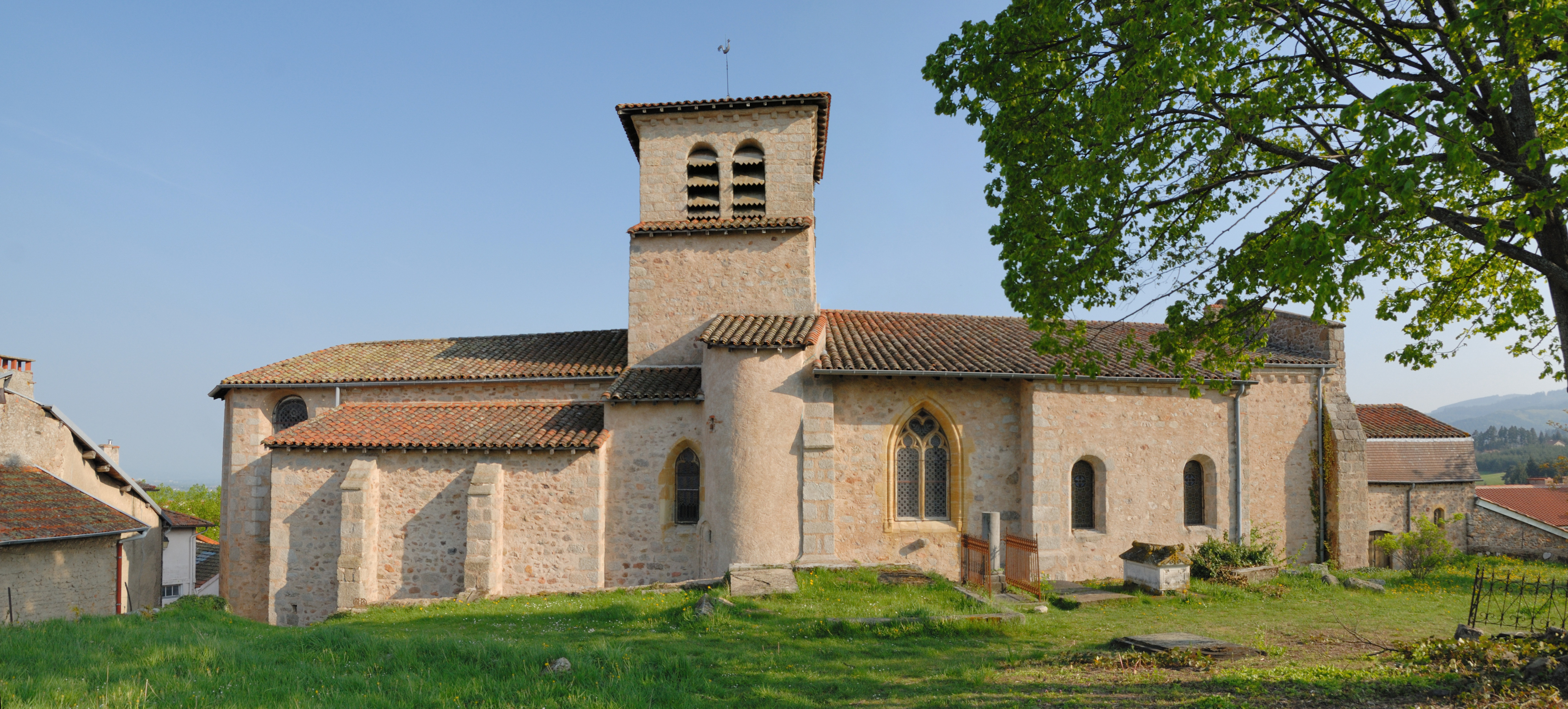